# Heinz Piontek
Compléments
Académie allemande pour la langue et la littérature, Académie bavaroise des beaux-arts
Heinz Piontek, né à Kluczbork le 15 novembre 1925 et mort à Rotthalmünster le 26 octobre 2003 , est un écrivain et poète allemand.

## Biographie
Il obtient le prix Georg-Büchner en 1976.
Ses œuvres ne sont pas traduites en français.

## Distinctions
- ordre bavarois du Mérite ;
- prix Georg-Büchner ;
- officier de l'ordre du Mérite de la République fédérale d'Allemagne ;
- Eichendorff-Literaturpreis (de) ;
- prix Andreas-Gryphius ;
- prix Toucan.